# 잘 있거라
《잘 있거라》는 한국에서 제작된 나운규 감독의 1927년 영화이다. 나운규 등이 주연으로 출연하였고 나운규 등이 제작에 참여하였다. 이 영화는 1927년 11월 단성사 극장에서 초연되었다.

## 출연

### 주연
- 나운규
- 전옥
- 이금룡

## 같이 보기
- 한국의 영화
- 한국 관련 문서 색인